# Amicia andicola
Amicia andicola är en ärtväxtart som först beskrevs av August Heinrich Rudolf Grisebach, och fick sitt nu gällande namn av Hermann August Theodor Harms. Amicia andicola ingår i släktet Amicia och familjen ärtväxter. Inga underarter finns listade i Catalogue of Life.